# Júlia Serrasolsas
Júlia Serrasolsas (Barcelona, 1 de maig de 1998) és una cantant i compositora catalana.
El seu primer contacte amb la fama va arribar quan l'any 2016 va penjar una cançó a YouTube titulada Libremente juntas (més coneguda com a No somos amigas nos comemos el c***) . Ho va fer de la mà de la seva germana bessona, Mariona Serrasolsas (coneguda artísticament com a Maio), amb qui formen el grup musical Akelarre.
Juntament amb el seu germà Pau Serrasolsas, tots dos veïns de Sant Andreu de Palomar, forma part del grup de música "Ginestà", que s'emportà el guardó al Millor disc de cançó d'autor 2019 pel seu àlbum homònim en els Premis Enderrock 2020. Abans de començar la seva trajectòria amb Ginestà, també amb el seu germà, liderà un altre grup musical anomenat "La Púrria".